# Philip Bialowitz
Philip Bialowitz, nato Fiszel Bialowitz (Izbica, 25 dicembre 1925 – Delray Beach, 6 agosto 2016), è stato uno scrittore e superstite dell'Olocausto polacco naturalizzato statunitense, uno dei pochi superstiti del campo di sterminio di Sobibór.

## Biografia
Philip Bialowitz nacque nel 1925 da Yehoshua Bialowitz (1884-1943) e Beila Kleid (1886-1943). Aveva tre fratelli, Symcha (1912-2014), Yaakov (1915-2004) e Chaim (morto in un incidente prima della guerra), e tre sorelle, Brancha (o Breina, 1928-1943), Toba (o Tova, 1925-1943) e Rivka (o Rywka, 1910-1943).
I genitori di Philip furono uccisi nel 1943 dai tedeschi nel massacro del cimitero di Izbica, insieme ad altre migliaia di ebrei. Philip, sopravvissuto a quella carneficina, fu deportato a Sobibór nell'aprile del 1943 e venne presto a sapere che le sue sorelle Brancha e Toba e sua nipote Sara erano state assassinate nelle camere a gas.
Fu suo fratello Symcha a salvargli la vita, poiché, al suo arrivo al campo, dichiarò di essere un farmacista e che Philip lavorava come suo assistente, dunque entrambi furono tenuti in vita. Tra le varie mansioni svolte al campo, Philip dovette anche radere i prigionieri e svuotare i vagoni ferroviari dalle pile di cadaveri. Un giorno accadde che la pelle del corpo di una donna che Philip stava estraendo dal treno rimase attaccata alle sue mani, facendo divertire il sorvegliante nazista. Philip lavorò inoltre nel magazzino alimentare, poi nelle baracche di smistamento dove doveva cercare i gioielli e i preziosi nei vestiti delle vittime; in seguito, dovette tagliare i capelli delle donne destinate alle camere a gas, e lavorò nel Bahnhof-kommando.
Philip e suo fratello parteciparono alla rivolta del 14 ottobre 1943. Udì uno dei capi della rivolta dire: "Se sopravvivete, testimoniate! Parlate al mondo di questo posto!". Philip partecipò attivamente alla preparazione della rivolta, essendo il messaggero che andava a dire agli ufficiali delle SS che c'erano stivali o cappotti di pelle adatti a loro, in modo che potessero essere uccisi furtivamente quando andavano a provarseli. Inoltre, corse verso gli alloggi degli ufficiali tedeschi per staccare l'elettricità. Dopo essere fuggito dal campo di sterminio, un contadino polacco di nome Mazurek nascose Bialowitz e suo fratello fino all'arrivo dell'Armata Rossa.
Dopo la guerra si sposò ed ebbe dei figli. Si trasferì a Columbus, in Ohio, e infine a New York, dove lavorò come gioielliere. Insieme al superstite Thomas Blatt, fu uno dei testimoni dell'accusa nel processo contro John Demjanjuk nel 2010. Scrisse il libro A Promise to Sobibor, nel quale descriveva dettagliatamente la sua infanzia e adolescenza in Polonia, la sua esperienza durante la seconda guerra mondiale e la sua vita postbellica. Più tardi nella vita ha viaggiato in tutto il mondo tenendo conferenze sull'Olocausto. Morì in Florida nel 2016.